# 여주시
여주시(驪州市)는 대한민국 경기도 동남부에 있는 시이다. 동쪽으로 강원특별자치도 원주시, 서쪽으로 이천시, 광주시, 북쪽으로 양평군, 남쪽으로 충청북도 충주시, 음성군과 접한다. 시의 중심으로 남한강이 흐르며, 벼농사 등 농업이 발달하였다. 2013년 9월 23일에 여주군이 폐지되면서 도농복합 형태의 여주시로 출범하였다. 행정구역은 1읍 8면 3행정동이다.

## 역사
| Daedongyeojido (Gyujanggak) 13-04.jpg | Daedongyeojido (Gyujanggak) 13-03.jpg |
| Daedongyeojido (Gyujanggak) 14-05.jpg | Daedongyeojido (Gyujanggak) 14-04.jpg |

여주시는 천혜적인 지리로 인해 진국 시대부터 평화로운 집단 마을을 영위해 왔으나 역사상 지명이 뚜렷이 나타난 것은 476년 고구려 장수왕 63년에 골내근현(骨乃斤縣)이라는 이름으로부터 시작된다. 그 후 757년 신라 경덕왕 16년에는 황요, 940년 고려 천수(天授) 23년에 황려현(黃驪縣), 고려 고종 원년(1214년)에 영의(永義)로 개칭하였다가, 1305년 충렬왕 31년에 여흥군(驪興郡)으로 승격하였다. 조선 태종 2년(1401년)에 여흥부(驪興府)로 승격하였고, 1413년 태종 14년에 도호부가 설치하였다. 이때 충청도에서 경기도로 이관되었다. 1469년 조선 예종 1년에 여주목으로 승격하였다.
- 1895년(조선 고종 32년) 6월 23일 23부제 시행으로 충주부 여주군으로 개편
- 1896년(건양 원년) 8월 4일 13도제 시행으로 경기도 여주군
- 1906년 원주군 강천면과 지내면 편입[1]
- 1914년 4월 1일 9개 면으로 개편되었다.[2]

| 조선총독부령 제111호      |             | |
| 구 행정구역               | 신 행정구역 | 신 행정구역 |
| 여주군 점량면(占梁面)     | 점동면      | 관한리, 당진리, 덕평리, 도리, 뇌곡리, 부구리, 사곡리, 삼합리, 성신리, 원부리, 장안리, 청안리, 현수리                               |
| 여주군 근동면(近東面)     | 점동면      | 처리, 흔암리 |
| 여주군 근동면(近東面)     | 주내면      | 능현리, 단현리, 멱곡리, 신진리, 삼교리, 상거리, 우만리, 점봉리, 하거리                                                             |
| 여주군 주내면(州內面)     | 주내면      | 가업리, 매룡리, 상리, 연양리, 월송리, 창리, 하리, 홍문리                                                                           |
| 여주군 수계면(首界面)     | 주내면      | 연라리 |
| 여주군 수계면(首界面)     | 능서면      | 광대리, 양거리, 마래리, 매류리, 매화리, 신지리, 오계리, 용은리                                                                     |
| 여주군 길천면(吉川面)     | 능서면      | 구양리, 내양리, 백석리, 번도리, 왕대리                                                                                             |
| 여주군 길천면(吉川面)     | 흥천면      | 귀백리, 대당리, 율극리, 상백리, 신근리, 효지리                                                                                     |
| 여주군 흥곡면(興谷面)     | 흥천면      | 계신리, 내사리, 다대리, 문장리, 복대리, 상대리, 양촌리, 외사리, 하다리                                                             |
| 여주군 가서면(加西面)     | 가남면      | 대신리, 상활리, 신해리, 정단리, 태평리                                                                                             |
| 여주군 소개면(召開面)     | 가남면      | 건장리, 본두리, 삼군리, 심석리, 오산리, 양귀리, 은봉리, 하귀리, 화평리                                                             |
| 여주군 근남면(近南面)     | 가남면      | 금곡리, 금당리, 연대리, 삼승리, 송림리, 안금리                                                                                     |
| 여주군 대송면(大松面)     | 대신면      | 계림리, 당남리, 도롱리, 율촌리, 무촌리, 보통리, 송촌리, 옥촌리, 윤촌리, 천서리                                                     |
| 여주군 등신면(等神面)     | 대신면      | 가산리, 당산리, 상구리, 장풍리, 천남리, 초현리, 하림리, 후포리                                                                     |
| 여주군 지내면(池內面)     | 북내면      | 가정리, 덕산리, 서원리, 석우리, 신접리, 운촌리, 장암리, 중암리, 지내리                                                             |
| 여주군 북면(北面)         | 북내면      | 내룡리, 당우리, 상교리, 신남리, 오금리, 오학리, 외룡리, 주암리, 천송리, 현암리                                                     |
| 여주군 금사면(金沙面)     | 금사면      | 이포리, 궁리, 도곡리, 장흥리, 주록리, 전북리, 소유리, 상호리, 하호리, 금사리, 외평리, 상품리, 송현리, 후리, 하품리, 백자리, 용담리 |
| 여주군 강천면(康川面)     | 강천면      | 간매리, 걸은리, 이호리, 가야리, 적금리, 굴암리, 대둔리, 강천리, 부평리, 도전리                                                     |
| 여주군 개군산면(介軍山面) | 개군면      | 계전리, 공세리, 구미리, 내리, 부리, 불곡리, 상자포리, 석장리, 양덕리, 자연리, 주읍리, 하자포리, 향리                               |
- 1938년 1월 1일 주내면이 여주면으로 개칭하였다.[3]
- 1941년 10월 1일 여주면이 여주읍으로 승격하였다.[4]
- 1963년 1월 1일 개군면이 양평군에 편입[5]
- 1971년 4월 12일 금사면에 산북출장소 설치
- 1987년 1월 1일 흥천면 양촌리가 대신면으로 편입
- 1989년 4월 1일 산북출장소가 산북면으로 승격
- 1992년 3월 2일 북내면에 오학출장소 설치
- 1995년 3월 1일 강천면 대둔리가 원주시 문막읍에 편입
- 2007년 3월 5일 여주읍 오학출장소로 개편
- 2013년 3월 26일 여주군 일원에 도농복합시를 신설하는 안을 정부에서 의결[6]
- 2013년 5월 7일에 시 승격 최종 승인[7]
- 2013년 9월 23일 여주군 일원이 여주시로, 가남면은 가남읍으로 승격. 여주읍은 여흥동, 중앙동, 오학동으로 분동, 산북면 하품리가 명품리, 주어리로 분할.
- 2016년 9월 24일 경강선이 개통되었다.
- 2021년 12월 31일 능서면을 세종대왕면으로 개칭

## 지리

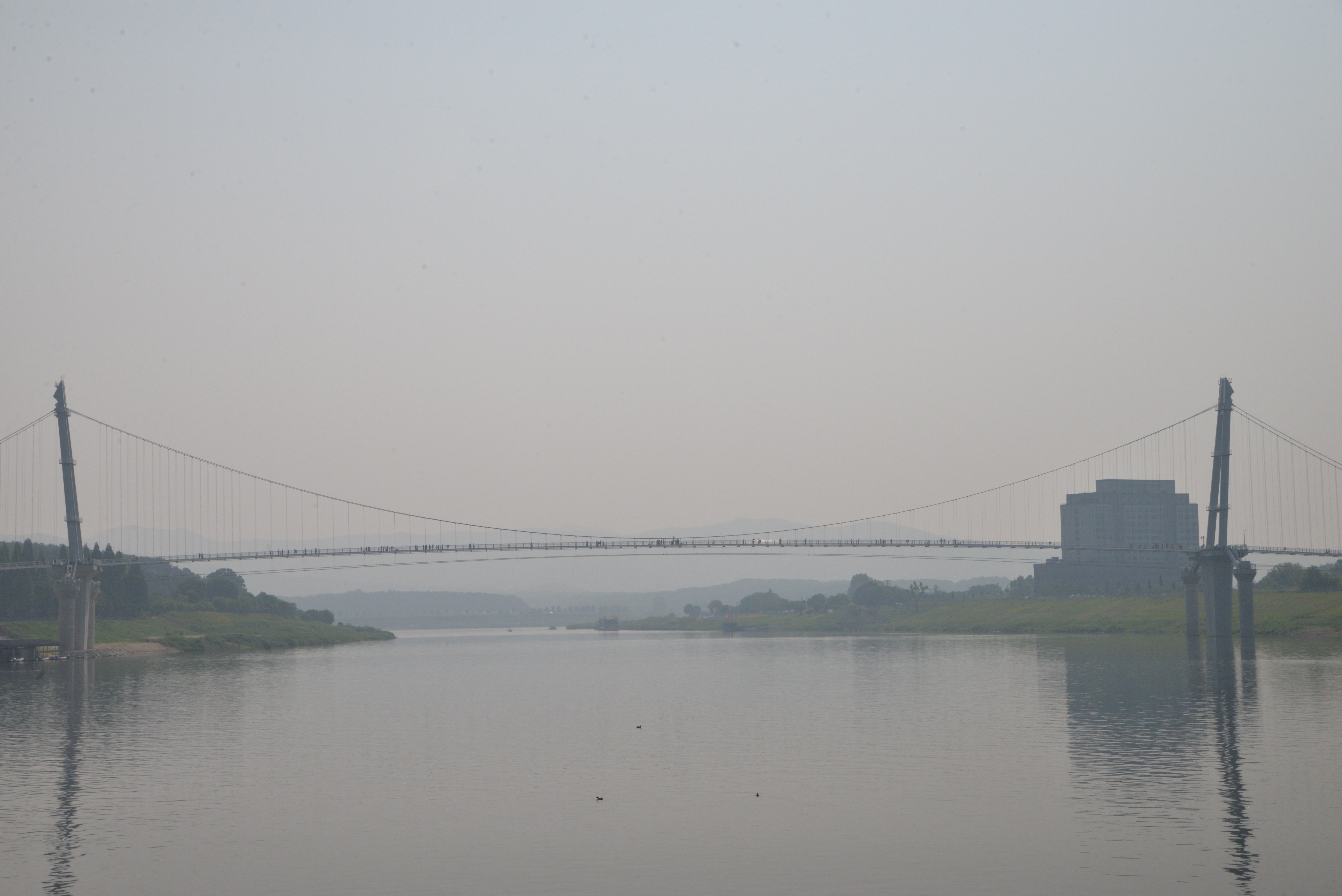
여주시내를 지나는 남한강

경기도의 동남에 위치하며, 동쪽은 강원특별자치도 원주시, 서쪽은 이천시, 광주시(廣州市), 남쪽은 충청북도 음성군, 충주시, 북쪽은 양평군과 각각 접하고 있다. 지형은 구릉과 저지가 뒤섞여 있으며, 지질은 화강암으로 되어 있다. 전체 면적 607.79km2이다. 평균 고도 약 200m의 준 평원면을 이루며 중앙부는 특히 낮아 여주분지를 이루고 주변의 최고 지점인 동북단의 당산(堂山)도 648m에 불과하다. 태백산맥, 차령산맥, 광주산맥 세 산맥으로 둘러싸여 있고 여주평야가 한강을 끼고 펼쳐져 있다. 여주시를 관통하여 흐르는 한강을 여강이라고 부르며 여강의 동북 지역은 산지가 많고, 강남지역은 전형적인 여주평야로서 넓은 들과 야산이 잘 발달되어 있다.

### 기후
내륙부에 위치한 까닭에 기온의 교차가 심하고, 강수량은 비교적 많은 편이다. 연평균 기온 11.7 °C, 1월 평균 -6 °C, 8월 평균 25 °C, 연평균 강수량 1,250mm이다.

## 행정 구역
2013년 9월 23일 여주군의 여주시의 승격으로 기존의 여주읍은 3동(여흥동, 중앙동, 오학동)으로 분동되었으며, 가남면은 가남읍(1읍)으로 승격을 했다. 기존의 점동면, 능서면, 흥천면, 금사면, 산북면, 대신면, 북내면, 강천면은 그대로 면으로 존속되고 있다. 2016년 8월 기준 인구는 외국인을 제외하면 111,415명이다. 내국인 인구의 약 50.5%가 동지역에 거주하고, 약 14.5%가 가남읍에 거주해 동과 읍에 내국인 인구의 약 65.1%가 거주한다. 인구가 11만 명을 넘는 여주시는 총선 때 단독 선거구로 독립할 수 있으나, 양평군과 공유하고 있다.
| \| 이름 \| 한자 \| 세대 \| 인구 \| 면적 (km2) \| \| ---------- \| ---------- \| ------ \| -------------------- \| ---------- \| \| 여흥동 \| 驪興洞 \| 9,119 \| 21,659 \| 38.72 \| \| 중앙동 \| 中央洞 \| 7,801 \| 19,820 \| 17.77 \| \| 오학동 \| 五鶴洞 \| 5,820 \| 14,845 \| 16.88 \| \| 가남읍 \| 加南邑 \| 7,065 \| 16,203 \| 75.32 \| \| 점동면 \| 占東面 \| 2,175 \| 4,904 \| 71.68 \| \| 세종대왕면 \| 世宗大王面 \| 2,956 \| 6,648 \| 53.13 \| \| 흥천면 \| 興川面 \| 2,324 \| 5,180 \| 44.22 \| \| 금사면 \| 金沙面 \| 1,552 \| 3,098 \| 41.71 \| \| 산북면 \| 山北面 \| 1,146 \| 2,534 \| 32.86 \| \| 대신면 \| 大神面 \| 3,617 \| 7,464 \| 75.87 \| \| 북내면 \| 北內面 \| 2,320 \| 5,227 \| 65.75 \| \| 강천면 \| 康川面 \| 1,783 \| 3,833 \| 74.05 \| \| 여주시 \| 驪州市 \| 47,678 \| 111,415(외국인 제외) \| 607.7 \| |            |        |                      |            |
| 이름 | 한자       | 세대   | 인구                 | 면적 (km2) |
| 여흥동 | 驪興洞     | 9,119  | 21,659               | 38.72      |
| 중앙동 | 中央洞     | 7,801  | 19,820               | 17.77      |
| 오학동 | 五鶴洞     | 5,820  | 14,845               | 16.88      |
| 가남읍 | 加南邑     | 7,065  | 16,203               | 75.32      |
| 점동면 | 占東面     | 2,175  | 4,904                | 71.68      |
| 세종대왕면 | 世宗大王面 | 2,956  | 6,648                | 53.13      |
| 흥천면 | 興川面     | 2,324  | 5,180                | 44.22      |
| 금사면 | 金沙面     | 1,552  | 3,098                | 41.71      |
| 산북면 | 山北面     | 1,146  | 2,534                | 32.86      |
| 대신면 | 大神面     | 3,617  | 7,464                | 75.87      |
| 북내면 | 北內面     | 2,320  | 5,227                | 65.75      |
| 강천면 | 康川面     | 1,783  | 3,833                | 74.05      |
| 여주시 | 驪州市     | 47,678 | 111,415(외국인 제외) | 607.7      |

## 인구
여주시의 인구는 2016년 08월 외국인을 제외하면 111,415명이며 인구 밀도는 183명/km2이다. 0~18세 인구는 17.3%, 65세 이상 인구는 17.6%이다. 여자인구 100명당 남자 인구를 나타내는 성비는 102로 남자가 다소 많다.
여주시의 연도별 인구(내국인) 추이
| 연도   | 총인구 (명) |
| ------ | ----------- |
| 1966년 | 110,820     |
| 1970년 | 101,015     |
| 1975년 | 104,520     |
| 1980년 | 98,198      |
| 1985년 | 93,331      |
| 1990년 | 96,879      |
| 1995년 | 91,944      |
| 2000년 | 97,412      |
| 2005년 | 98,441      |
| 2010년 | 100,052     |
| 2015년 | 109,937     |
| 2018년 | 114,920     |

## 시청
- 현재 여주시청은 경기도 여주시 여흥동에 위치하고 있다.

## 산업
강 연안에 위치하면서도 전곡이 많이 산출된다. 특히 이 지방에서 산출되는 여주 쌀은 국내 제1우량미로 이름이 높다. 채소·과수 재배도 성하고 대마·왕골 등 특용작물도 생산된다. 특히 최근에는 땅콩 주산단지를 조성하였다. 지하자원으로는 고령토와 규석이 있으며 제조업체는 대부분 도자기를 제조하는 영세업체이다. 경지면적은 총면적의 30%로 182.82km2이며 산지가 많다. 호당 경지면적은 1.4ha이다. 논농사 비율이 59%를 차지하며, 벼농사가 주종을 이룬다. 주요 농산물은 쌀·보리·콩·땅콩 등이고, 배·복숭아 등의 과일 생산과 양잠·축우도 성하다. 이 지역의 도시적 산업 발달은 대개 미약한 편이지만, 최근 5년 동안 신세계 프리미엄 아울렛, 이마트 물류창고 등 대규모 물류센터가 들어서 지리적 이점을 활용한 교통의 요지로 발달하려는 노력이 계속 이어지고 있다.

### 산업별 종사자 현황
2014년 여주시 산업의 총종사자 수는 37,602명으로 경기도 총종사자 수의 0.8%를 차지하고 있다.
이중 농림어업(1차 산업)은 211명으로 0.6%의 비중을 차지하고 광업 및 제조업(2차 산업)은 7,566명으로 20.1%의 비중을 차지하고 있다. 상업 및 서비스업(3차 산업)은 29,825명으로 79.3%를 차지한다. 2차 산업은 경기도 전체의 비중(27.1)보다 낮고 3차 산업은 경기도 전체 비중(72.9%)보다 높다. 3차 산업 부문에서는 도소매업(13.7%)과 문화 및 기타 서비스업(12.6%), 숙박 및 음식점업(12.5%),교육서비스업(7.6%)이 큰 비중을 차지하고 있다.

### 상주인구와 주간인구
여주시의 2010년 기준 상주인구는 99,031명이고 주간인구는 104,943명으로 주간인구지수가 106으로 높다. 통근으로 인한 유입인구는 8,477명, 유출인구는 4,977명이고, 통학으로 인한 유입인구는 3,502명, 유출인구는 1,090명으로 전체적으로 유입인구가 5,912명 더 많은데, 이는 대도시와의 접근성 향상과 함께 최근 인구가 급증하고 있고, 대도시권의 산업화로 대도시의 외곽지역인 여주시의 주간인구 또한 늘어나고 있는 현상이다.

## 문화·관광

### 문화재
- 신륵사

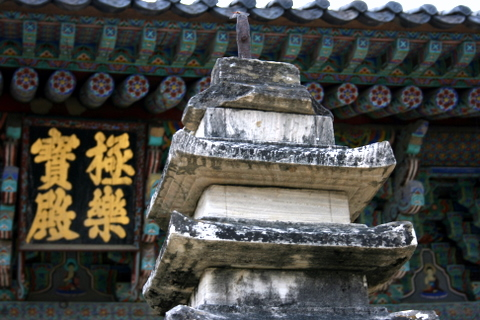
신륵사

신륵사는 봉미산에 위치한 대한불교조계종 소속의 사찰로서 신라 시대의 창건했다고 여겨진다. 일반적으로 한국의 절은 산 속에 짓는 경우가 많은데 반하여 신륵사는 남한강이 보이는 강변에 세워져 있다. 조계종 제2교구 본사 용주사의 말사이다.
- 고달사지

고달사지는 사적 제382호로, 북내면 상교리에 있던 신라시대의 절이다. 신라 35대 경덕왕 23년(764년)에 창건하였다. 고려 4대 광종 이후 역대 임금의 비호를 받은 절이었으나 어느 때 폐사되었는지 분명하지 않다. 여주 고달사지 승탑(국보 제4호), 고달사원종대사혜진탑비귀부및이수(보물 제6호), 고달사원종대사혜진탑(보물 제7호) 등이 남아 있다.
- 영녕릉

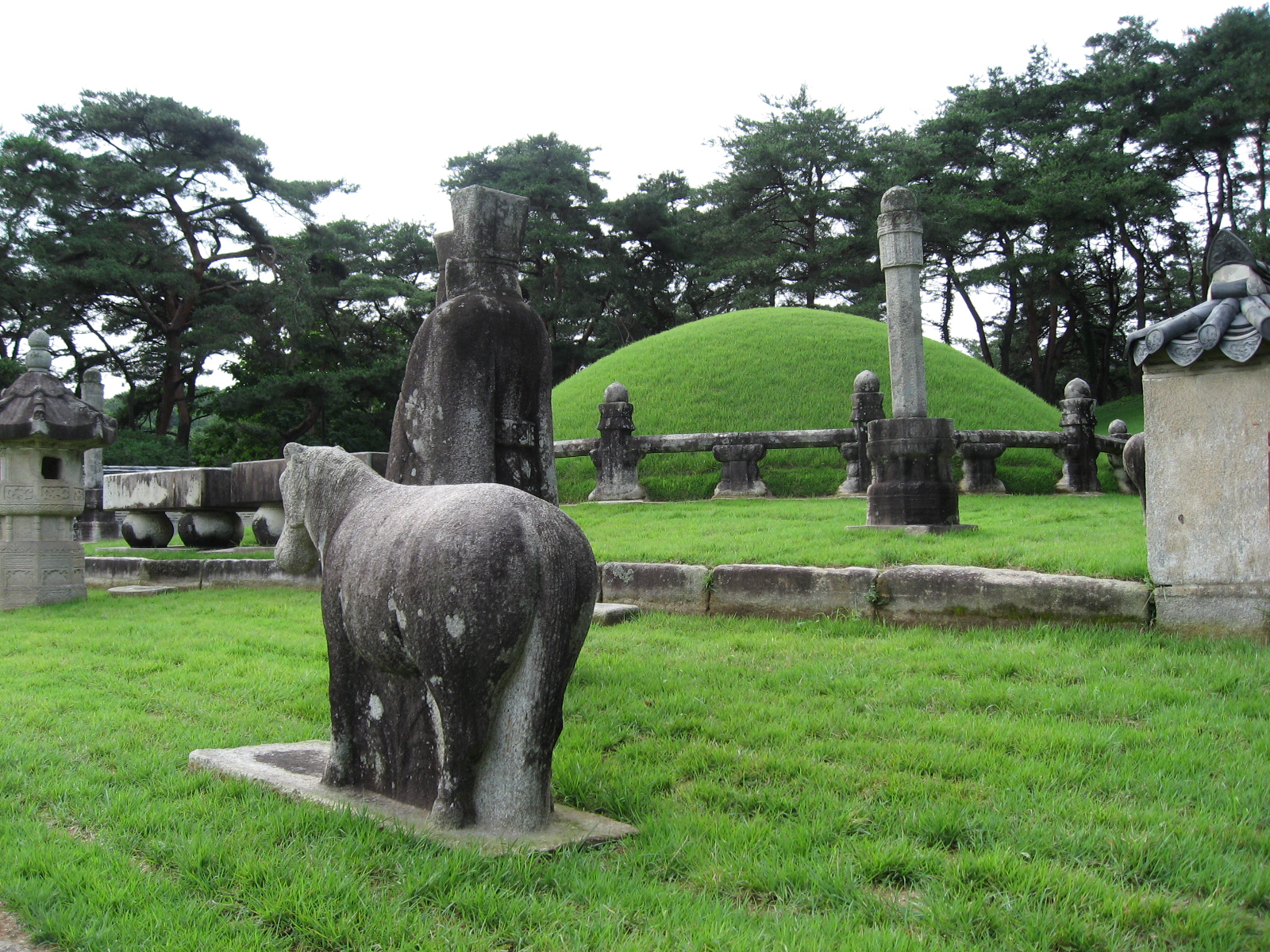
세종대왕릉 영릉

영녕릉 즉, 영릉·녕릉(英陵·寧陵)은 대한민국 사적 제195호로, 조선 제4대 세종대왕과 그 비 소헌왕후의 능인 영릉과 제17대 효종과 그 비 인선왕후의 능인 영릉을 합쳐서 부르는 이름이다. 능서면 왕대리에 있다. 두 개의 왕릉은 700m 거리를 두고 있는데, 이를 잇는 오솔길은 짧지만 조붓한 흙길이라 정감이 있고, 숲이 아늑하고 한산해 걷기 좋다. 5월 중순부터 10월초까지만 산책로로 개방한다. 약간의 오르막과 약간의 내리막이 반복되는 길이라 가볍게 걸을 만하고, 이리 휘고 저리 돌며 길이 이어져 있다.

### 축제
- 여주 도자기 축제

여주의 대표적인 축제로, 무형문화재전, 도예명장전, 도예기능장전, 여주미술협회 전시전, 여주문인협회 전시전 등의 행사가 진행된다.

## 교육 기관

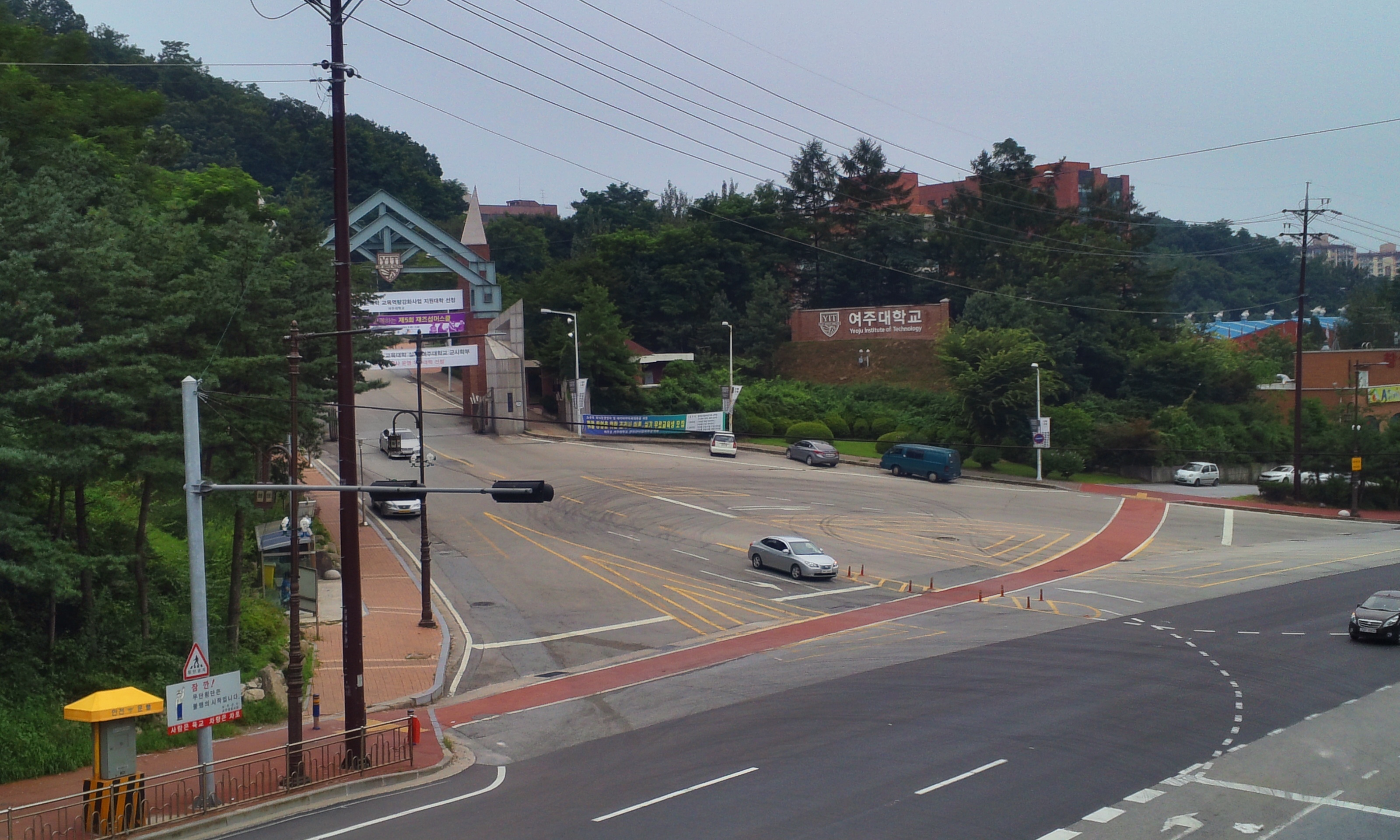
여주대학교 정문

### 전문대학
- 여주대학교

### 전문학교(전문대학급)
- 여주농업경영전문학교 : 경기도교육청에서 재정지원을 하고 있다.

### 고등학교
- 경기관광고등학교 <(구)창명여자고등학교>
- 대신고등학교
- 세종고등학교 <(구)여주여자고등학교>
- 여강고등학교
- 여주고등학교
- 여주자영농업고등학교
- 여주제일고등학교
- 이포고등학교
- 점동고등학교

### 중학교
| - 강천중학교 - 대신중학교 - 상품중학교 - 세정중학교 | - 세종중학교 - 여강중학교 - 여주여자중학교 | - 여주제일중학교 - 여주중학교 - 이포중학교 | - 점동중학교 - 창명여자중학교 - 흥천중학교 |

### 초등학교
| - 가남초등학교 - 강천초등학교 - 금당초등학교 - 능북초등학교 - 능서초등학교 - 대신초등학교 - 매류초등학교 | - 문장초등학교 - 북내초등학교 - 도전분교 - 운암분교 - 주암분교 - 상품초등학교 - 세종초등학교 | - 송삼초등학교 - 송촌초등학교 - 여주초등학교 - 여흥초등학교 - 연라초등학교 - 오산초등학교 - 오학초등학교 | - 이포초등학교 - 하호분교 - 점동초등학교 - 뇌곡분교 - 점봉초등학교 - 천남초등학교 - 흥천초등학교 |

## 스포츠
- 여주종합운동장 - 실업축구 K4리그 여주 FC 홈구장

## 교통

### 철도
- 경강선(● 수도권 전철 경강선)
  - (이천시) ← 세종대왕릉역 - 여주역(시종착역)

- 중부내륙선
  - (이천시) ← 가남역 → (충청북도 음성군)

### 버스
- 시내버스 : 여주시의 시내버스
- 시외버스 : 여주종합버스터미널, 능서시외버스정류장, 태평버스정류소

### 도로
고속도로
중부내륙고속도로, 영동고속도로, 광주원주고속도로가 지나가고, 여기에 수도권 국도와도 연계되는 국도와 국가지원지방도들이 많아서 교통이 편리한 지역이다.
- 영동고속도로 : 여주 나들목, 여주 분기점
- 광주원주고속도로 : 흥천이포 나들목, 대신 나들목, 동여주 나들목
- 중부내륙고속도로 : 여주 분기점, 남여주 나들목, 서여주 나들목, 북여주 나들목

국도
- 국도 제3호선, 국도 제37호선, 국도 제42호선

지방도
- 국가지원지방도 : 국가지원지방도 제70호선, 국가지원지방도 제84호선, 국가지원지방도 제88호선, 국가지원지방도 제98호선
- 일반 지방도 : 지방도 제333호선, 지방도 제341호선, 지방도 제345호선, 지방도 제349호선

도로명
- 경충대로
- 중부대로

## 자매 도시
| 지역 & 국가 | 도시             | 도시               |
| ----------- | ---------------- | ------------------ |
| 대한민국    | 서울특별시       | 동대문구           |
| 대한민국    | 서울특별시       | 송파구             |
| 대한민국    | 서울특별시       | 중구               |
| 대한민국    | 충청남도         | 아산시             |
| 일본        | 니가타현(新潟県) | 쓰난정(津南町)     |
| 일본        | 사가현(佐賀県)   | 가미미네정(上峰町) |

## 같이 보기
- 대한민국의 지리